# Varlam Liparteliani
Varlam Liparteliani, né le 27 février 1989 à Mtskheta, est un judoka géorgien en activité évoluant dans la catégorie des moins de 100 kg.

## Biographie
Aux Championnats du monde de judo 2013 à Rio de Janeiro, il remporte la médaille d'argent après avoir été battu en finale par le Cubain Asley González.

## Palmarès

### Compétitions internationales
| Année | Compétition           | Lieu           | Résultat | Catégorie       |
| ----- | --------------------- | -------------- | -------- | --------------- |
| 2009  | Championnats d'Europe | Tbilissi       | 2e       | Moins de 90 kg  |
| 2010  | Championnats d'Europe | Vienne         | 2e       | Moins de 90 kg  |
| 2011  | Championnats d'Europe | Istanbul       | 3e       | Moins de 90 kg  |
| 2012  | Championnats d'Europe | Tcheliabinsk   | 1er      | Moins de 90 kg  |
| 2013  | Championnats d'Europe | Budapest       | 2e       | Moins de 90 kg  |
| 2013  | Championnats du monde | Rio de Janeiro | 2e       | Moins de 90 kg  |
| 2014  | Championnats d'Europe | Montpellier    | 1er      | Moins de 90 kg  |
| 2014  | Championnats du monde | Tcheliabinsk   | 3e       | Moins de 90 kg  |
| 2015  | Jeux européens        | Bakou          | 2e       | Moins de 90 kg  |
| 2015  | Championnats du monde | Astana         | 3e       | Moins de 90 kg  |
| 2016  | Championnats d'Europe | Kazan          | 1er      | Moins de 90 kg  |
| 2016  | Jeux olympiques       | Rio de Janeiro | 2e       | Moins de 90 kg  |
| 2017  | Championnats du monde | Budapest       | 2e       | Moins de 100 kg |
| 2018  | Championnats du monde | Bakou          | 2e       | Moins de 100 kg |
| 2019  | Jeux européens        | Minsk          | 2e       | Moins de 100 kg |
| 2021  | Championnats d'Europe | Lisbonne       | 2e       | Moins de 100 kg |
| 2021  | Championnats du monde | Budapest       | 3e       | Moins de 100 kg |

### Masters mondial, Tournois Grand Chelem et Grand Prix
| Année | Compétition     | Lieu              | Résultat | Catégorie       |
| ----- | --------------- | ----------------- | -------- | --------------- |
| 2017  | Grand Chelem    | Paris             | 3e       | Moins de 100 kg |
| 2017  | Masters mondial | Saint-Pétersbourg | 1er      | Moins de 100 kg |
| 2018  | Grand Chelem    | Paris             | 3e       | Moins de 100 kg |
| 2018  | Grand Chelem    | Düsseldorf        | 1er      | Moins de 100 kg |
| 2018  | Masters mondial | Guangzhou         | 1er      | Moins de 100 kg |
| 2019  | Grand Chelem    | Paris             | 1er      | Moins de 100 kg |
| 2019  | Masters mondial | Qingdao           | 3e       | Moins de 100 kg |
| 2020  | Grand Chelem    | Paris             | 2e       | Moins de 100 kg |
| 2021  | Masters mondial | Doha              | 1er      | Moins de 100 kg |
| 2022  | Grand Chelem    | Budapest          | 2e       | Moins de 100 kg |
| 2023  | Grand Chelem    | Tachkent          | 1er      | Moins de 100 kg |
| 2023  | Grand Chelem    | Oulan-Bator       | 2e       | Moins de 100 kg |